# آرامگاه سامانیان

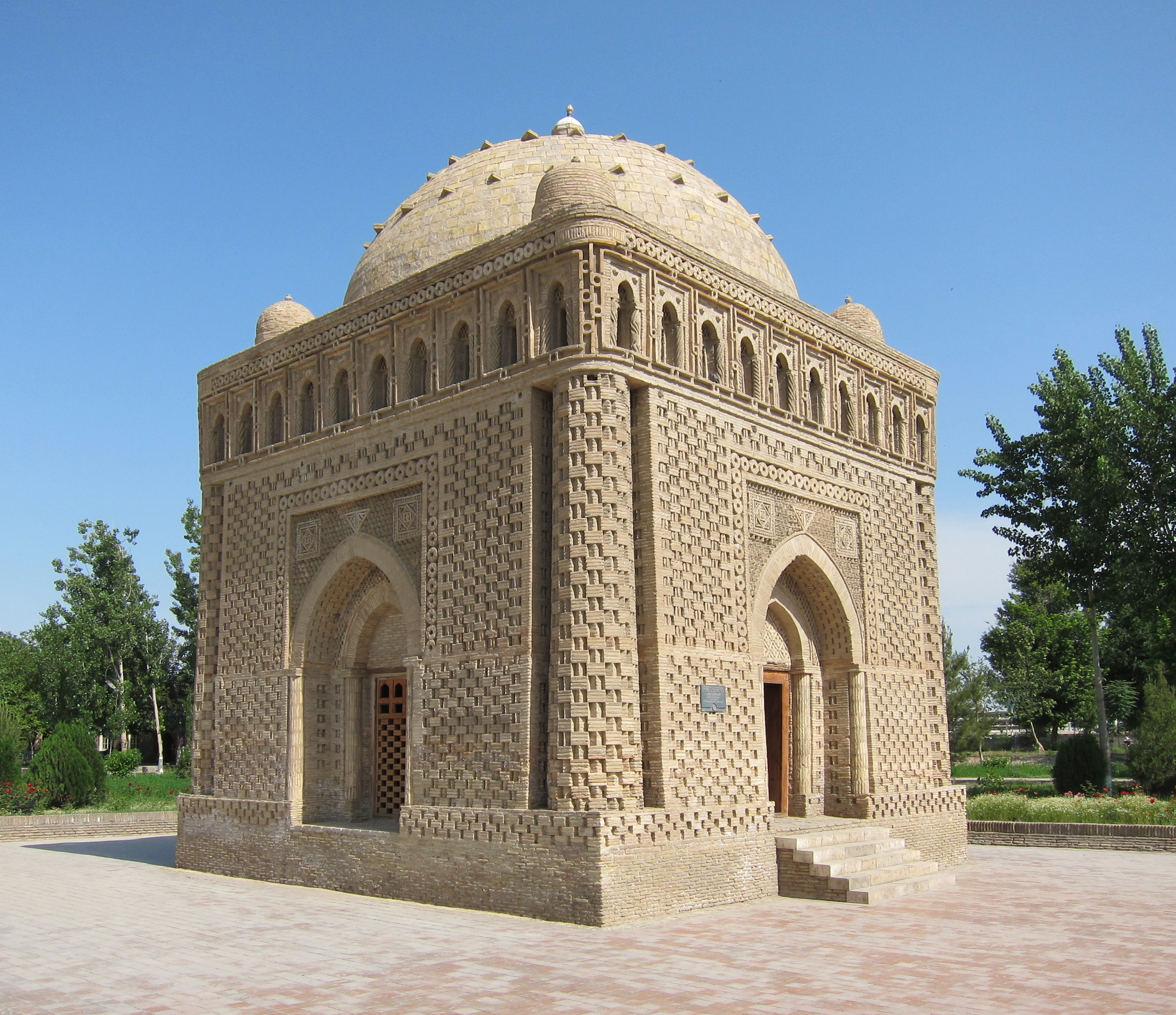
چشم‌انداز کلی آرامگاه

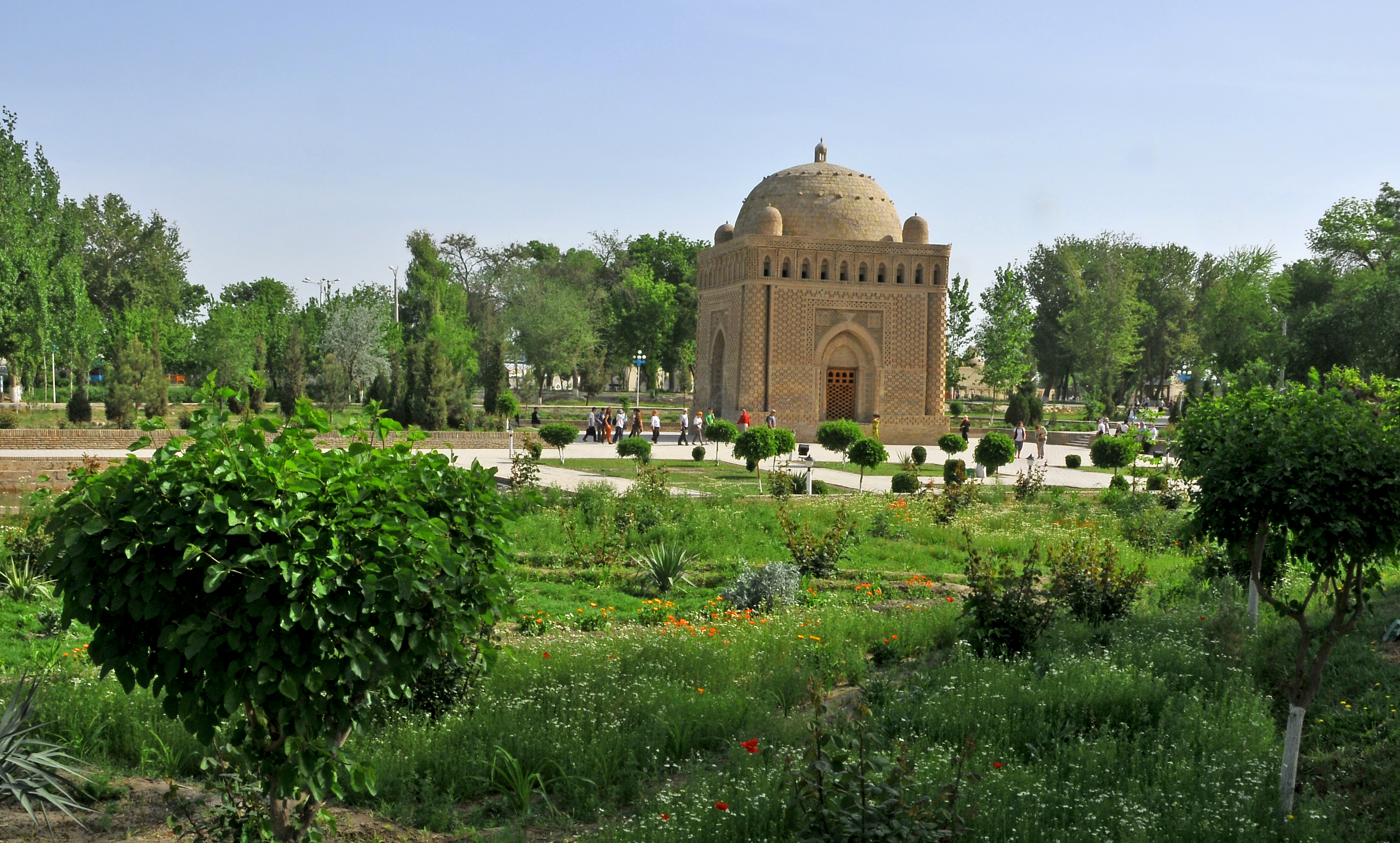
چشم‌انداز بیرونی

آرامگاه سامانیان واقع در شهر بخارا در ازبکستان یکی از مهم‌ترین بناهای باستانی آسیای میانه و کهن‌ترین آرامگاه ایرانی تاریخ‌دار است. این آرامگاه دربردارندهٔ سه گور بود که یکی از آنها جای خاکسپاری نصر دوم است. این سازه یکی از نمونه‌های برجستهٔ معماری نخستین اسلامی به‌شمار می‌رود و در جایگاه کهن‌ترین سازهٔ خاکسپاری معماری آسیای میانه شناخته می‌شود. این، یگانه سازهٔ به جامانده از دوران سامانیان است و آرتور آپهام پوپ، مورخ هنر آمریکایی، آن را «یکی از بهترین‌های ایران» نامیده است.
آرامگاه کاملاً آیینه‌وار و در اندازه‌های فشرده و به همان سان در «ساختار یادبود» است، این آرامگاه نه تنها آمیخته‌ای از ساختمان‌های چندفرهنگی و آیین‌های آراستن (مانند معماری سغدی، ساسانی، ایرانی و حتی معماری کلاسیک و بیزانسی) است بلکه ویژگی‌های گسترش‌یافته در معماری اسلامی (گنبدهای گِـرد و نیم‌گنبدها، طاق‌های نوک‌تیز، درگاه‌های استادانه، ستون‌ها و طرح‌های هندسی پیچیده در آجرکاری) را نیز در خود جای داده است.
در هر گوشه، سازندگان آرامگاه از سکنج (سه+کنج) بهره‌وری کردند، که یک راه حل معماری برای چالش «پشتیبانی از گنبد با پلان گِـرد در یک چهارگوش» بود.
این ساختمان چند سده پس از ساخت آن در گل‌ولای فرورفت و در سدهٔ بیستم با کاوش‌های باستان‌شناسی انجام‌شده در شوروی از زیر خاک درآمد.

## تاریخ
در سدهٔ دهم میلادی، پایتخت سامانیان، بخارا، یکی از کانون‌های برجسته سیاسی، بازرگانی و فرهنگی بود که از دانش، معماری، پزشکی، هنرها و ادبیات پشتیبانی می‌کرد. شکوفایی فرهنگی و مالی با جای‌گیری راهبردی سامانیان در راه‌های بازرگانی میان آسیا، خاورمیانه، روسیه و اروپا پدید آمد. باور بر این است که ساخت آرامگاه سامانیان با انگیزه نمودار ساختن توان دودمانی خاندان سامانی و پیوند دادن تاریخ آن دودمان با پایتخت نو بنیادشان انجام شده‌است. پژوهشگران دربارهٔ زمان ساخت این آرامگاه دیدگاه‌های گوناگونی دارند. برخی ساخت آن را در دوران فرمانروایی اسماعیل سامانی  می‌دانند برخی دیگر آن را ساختهٔ دوران پدر اسماعیل، احمد، فرمانروای سمرقند می‌دانند. گروهی نیز ساخت آن را به دوران نوهٔ اسماعیل، نصر دوم فرمانروای (دوره ۹۱۴-۹۴۳)
 بازمی‌گردانند. چرایی این باور سوم، یافت شدن سردری با خط کوفی و نام وی در سوی خاوری سازه است که در دههٔ ۱۹۳۰ در هنگام بهسازی پیدا شد.
در دههٔ ۱۹۳۰ میلادی، پژوهشگران شوروی به رونوشتِ بازمانده‌ای از یک وقف‌نامه کهن از سدهٔ دهم (بازنویسی‌شده پیرامون سال ۱۵۶۸ میلادی) دست یافتند که نشان می‌داد اسماعیل سامانی زمین گورستانِ نوکَنده در بخارا را برای ساختِ یادمانی به نام پدرش احمد، ویژه کرده‌است؛ این نوشتار، گمانه‌های پیشین دربارۀ تبارِ دودمانیِ این آرامگاه را می‌پذیرفت.
پیش از چنگیزخان و یورش مغولان به بخارا در سال ۱۲۲۰، گمان می‌رود که آرامگاه زیر گل‌ولای ناشی از سیلاب و رانش زمین رفته بود و تا سده‌ها پنهان ماند. از این‌رو، هنگامی که ارتش مغول به بخارا رسید، این سازه از ویرانی در پناه ماند، وارونِ دیگر سازه‌های آن روزگار. از همین روی، ساختمان تا آغاز سدهٔ بیستم میلادی ناشناخته مانده‌بود، تا آن‌که باستان‌شناسان آن را دوباره پیدا کردند.
پژوهش‌ها و کاوش‌های گسترده در سال‌های ۱۹۲۶–۱۹۲۸ از سوی گروهی از معماران و پژوهشگران شوروی انجام شد. در سال‌های ۱۹۳۷–۱۹۳۹، بررسی‌های بیشتر و بهسازی‌های گسترده زیر رهبری ب. ن. زاسیپکین انجام گرفت. درون آرامگاه، سه گور مردانه پیدا شده‌است که یکی از آن‌ها با نگرش به نوشتهٔ روی سَردَر، به نصر دوم پیوند داده‌ شده‌است؛ کیستی دو تن دیگر ناشناخته‌است.
در دوران شوروی، اندکی پس از جنگ جهانی دوم، گورستان پیرامون آرامگاه سنگ‌فرش شد و یک بوستان سرگرمی (که هنوز پابرجاست) پیرامون آن ساخته شد.
درون دیوارهای شهر و پیرامون میانه تاریخی بخارا، یادمان‌هایی با پیشینه‌ای هزار ساله هست که کهن‌ترین آن‌ها، آرامگاه سامانیان است.
برپایی آرامگاه‌های یادمانی در آغاز، آشکارا با برخی از آموزه‌های اسلام ناسازگار شمرده می‌شد؛ با این‌همه، این ممنوعیت نخستین‌بار با ساختِ روایِ نخستین آرامگاه اسلامی، قبة السلبیه، بر فرازِ گور خلیفه المنتصر (۸۶۱–۸۶۲) شکسته شد؛ آرامگاهی که دو خلیفهٔ دیگر، معتز (۸۶۶–۸۶۹) و المهدی (۸۶۹–۸۷۰)، نیز سپس‌تر در آن به خاک سپرده شدند.

## معماری

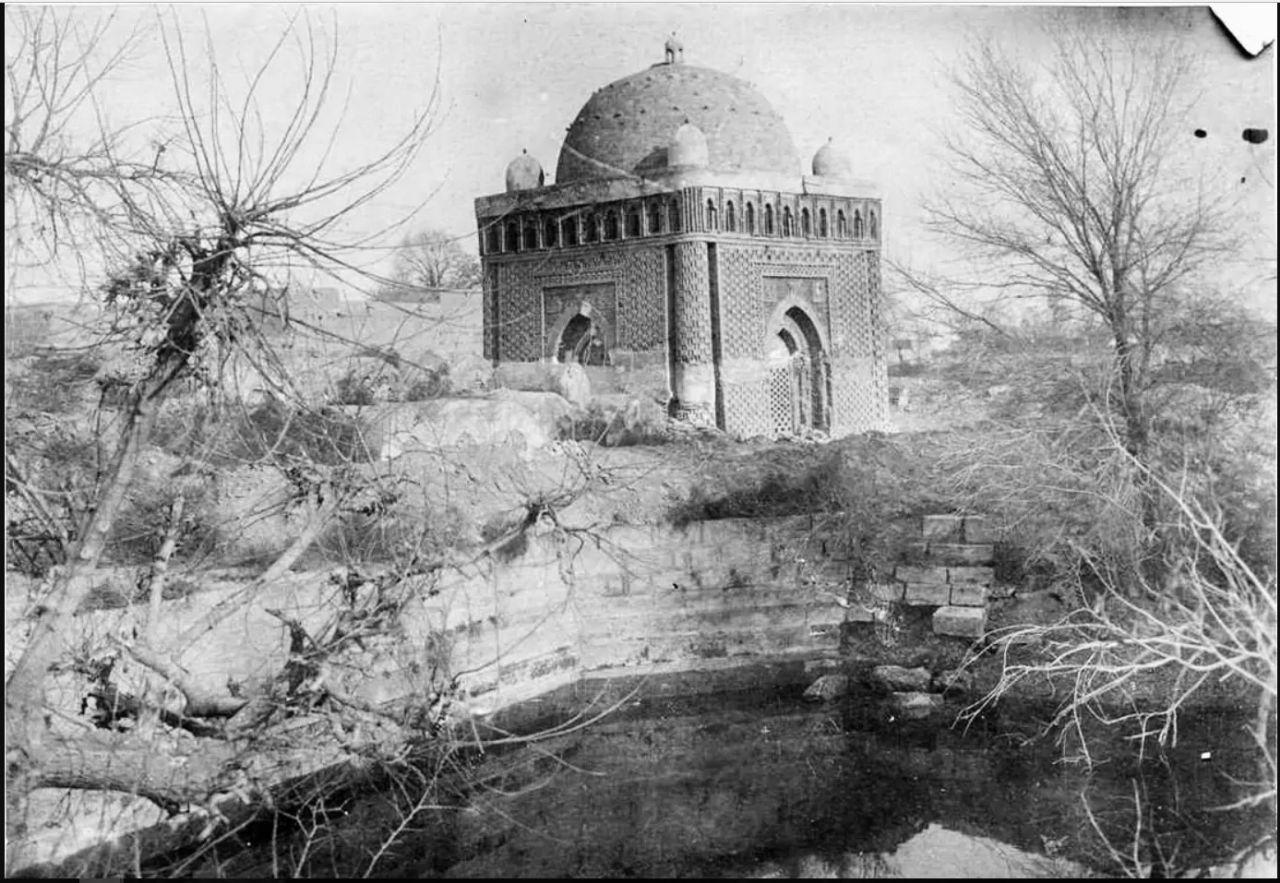
آرامگاه اسماعیل سامانی در شهر بخارا

این سازه نشان‌دهنده دوران نوینی در گسترش معماری ایرانی و آسیای میانه است که پس از گذشت چند سده از چیرگی اعراب بر این سرزمین دوباره زنده شد.
بسیاری از پژوهش‌ها نشان دادند که این سازه همانند آتشکده‌های باز و همانند چهارخمیدگی (بیشتر چهارگوش) سازه‌های زرتشتی ساسانی است که در پارسی به چهارطاق نامور است و این سبک نشانگر ادعای سامانیان دربارهٔ تبار ساسانی‌شان نیز می‌باشد.
ریختار ساختمان مانند سازه کعبه، مکعبی است، در حالی که پشت‌بندهایِ گوشه‌ایِ دژمانندِ سنگین از آیین‌های سغدی گرفته شده‌اند.
سبک ساختگی‌اش بازتابی از سده ۹ و ۱۰ است که در آن دوره این سرزمین هنوز مردمان فراوانی از زرتشتیان در دوره‌های نخستین گرویدن به اسلام داشت.
آذین کردن استادانه آجر پخته در ریزه‌کاری‌اش و نگاره‌های به‌هنجارش یگانه است و نگاره‌های آراستی چندفرهنگی (سغدی، ساسانی، ایرانی، عربی، باستانی) را با هم درآمیزند.
با این همه، معماران ساختمان فراتر از به‌کارگیری آیین‌های موجود در ساختار و چیدمان سازه کار کردند. آنها ویژگی‌های نمادین نوینی را برای معماری دودمانی تاریخی شناساندند.
در ساختار آن، معماران ناشناخته آرامگاه از سکنج (دربرگیرندهٔ چهارطاق درونیو یک ساختار هشت‌گوشه‌ای
) بهره بردند که می‌گذارد سنگینی گنبد گِرد بر روی یک پایه چارگوش (به جای بخش سه گوش زیر گنبد) دوباره پخش شود.
به‌طور کلی، ساختمان با ریختار یک مکعب کوچک و کمی کله قندی ساخته شده است که هر پهلوی آن نزدیک ۳۱ فوت (۹٫۴ متر) درازا دارد.
طراحی چهار نما یکسان است که با افزایش بلندی به آرامی به سوی درون شیب دارند. کلفتی دیوار نزدیک ۶ فوت (۱٫۸ متر) است. نسبت‌های ساختمان و رده‌بندی هماهنگ
پایه ساختمان استواری و ماندگاری سازه را در درازنای سده‌ها پشتیبانی می‌کرد. هر پهلو دارای یک درگاه است که با طاق‌های نوک تیز آراسته شده است.
بسیاری از پژوهش‌های به خوبی بررسی شدهٔ تقریباً ریاضی، نسبت‌های ساختمان و رده‌بندی هماهنگ آن را نشان می‌دهد.
ساخت این بنا که از ۲۷۱ تا ۳۲۲ خورشیدی به طول انجامیده تا چند دهه اخیر در زیر خاک قرار داشته و از این روی در گذشت زمان آسیب چندانی بخود ندیده است.
در ساخت این آرامگاه از معماری شیوه رازی الگوبرداری شده و آجرکاری آن پیچیدگی بسیار زیبایی دارد. بنا یک چهارگوش ۱۰ در ۱۰ متر است و دارای گنبد نیم‌کره‌ای که در چهار بخش آن چهار بنای کوچک ساخته شده است. گنبد بر فراز اتاق چهار گوشی به کمک کنج استوار شده که قابل مقایسه با شیوه گنبدسازی در دوره اشکانی و ساسانی است و سبک آن شباهت زیادی به آتشکده‌های ساسانی دارد.
مزار قائد، آرامگاه محمد علی جناح بنیانگذار پاکستان و آرامگاه کشته‌شدگان واقعه لهاک‌خان در بجنورد از این آرامگاه الگوبرداری شده است.

## نگارخانه

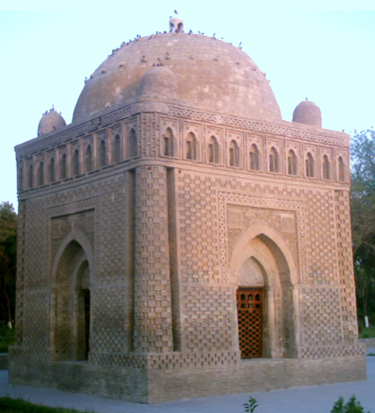
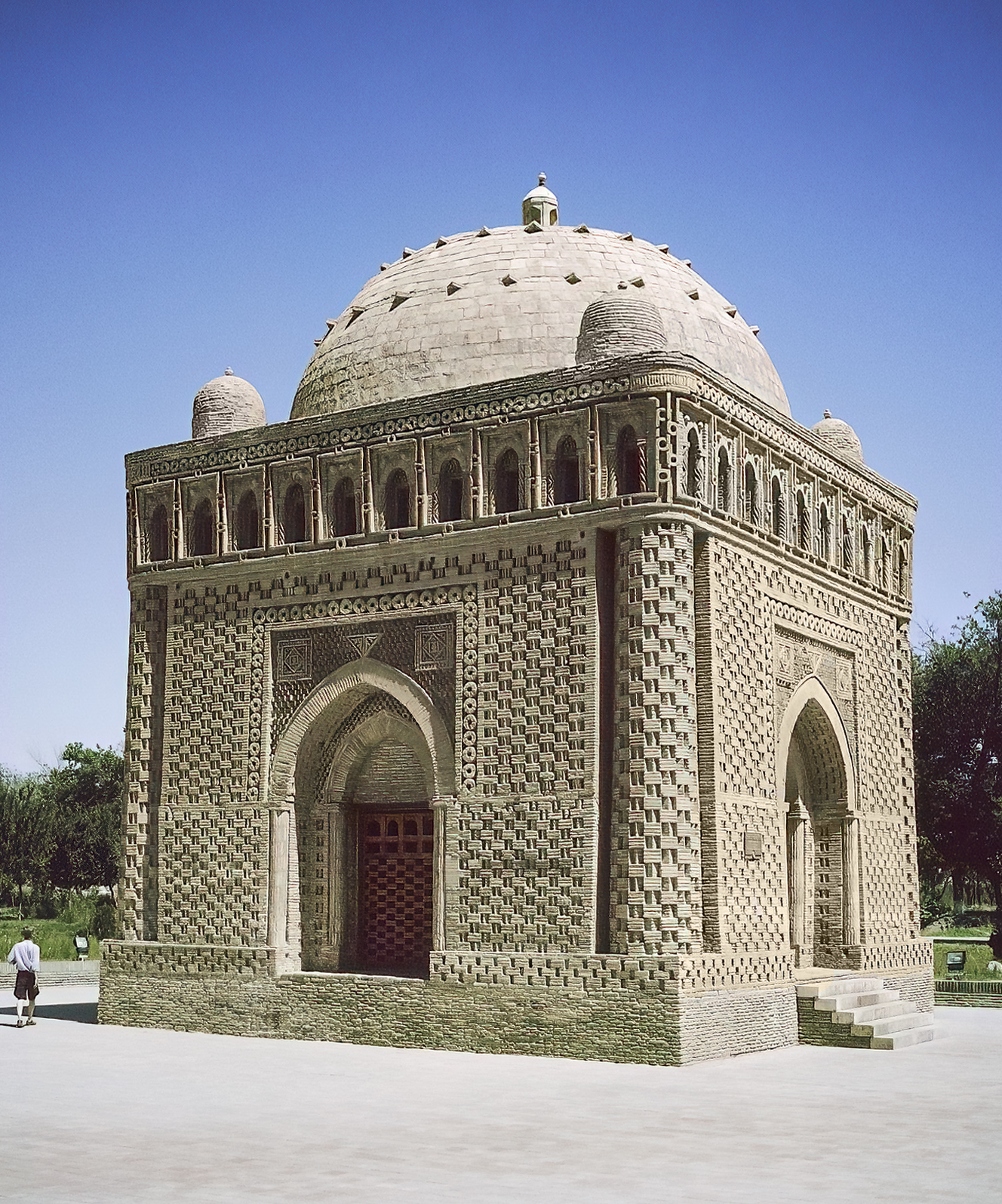
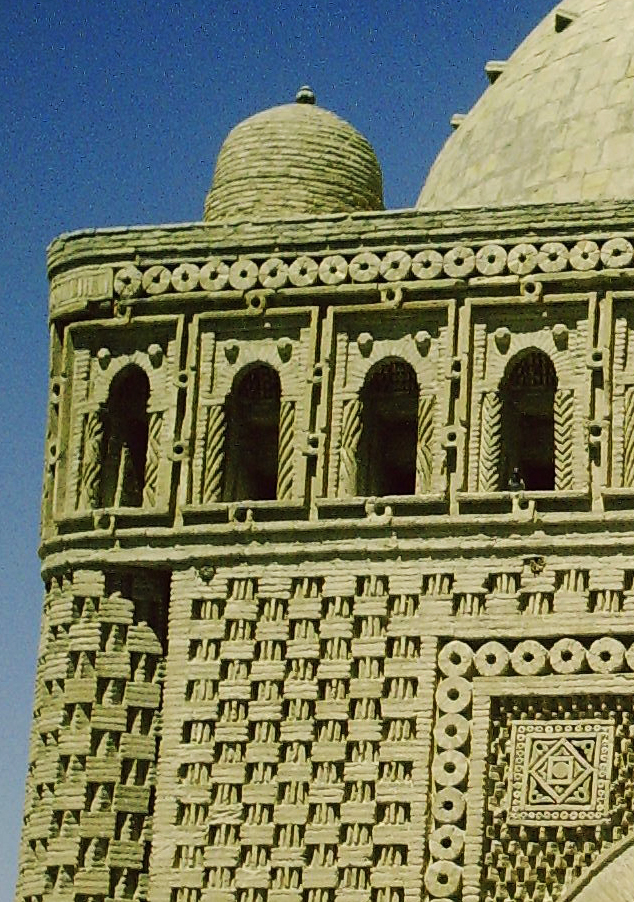